# 笠上黑生站
笠上黑生站（日语：／ Kasagamikurohae eki */?）是屬於銚子電氣鐵道的銚子電氣鐵道線的鐵路車站，位於千葉縣銚子市笠上町。

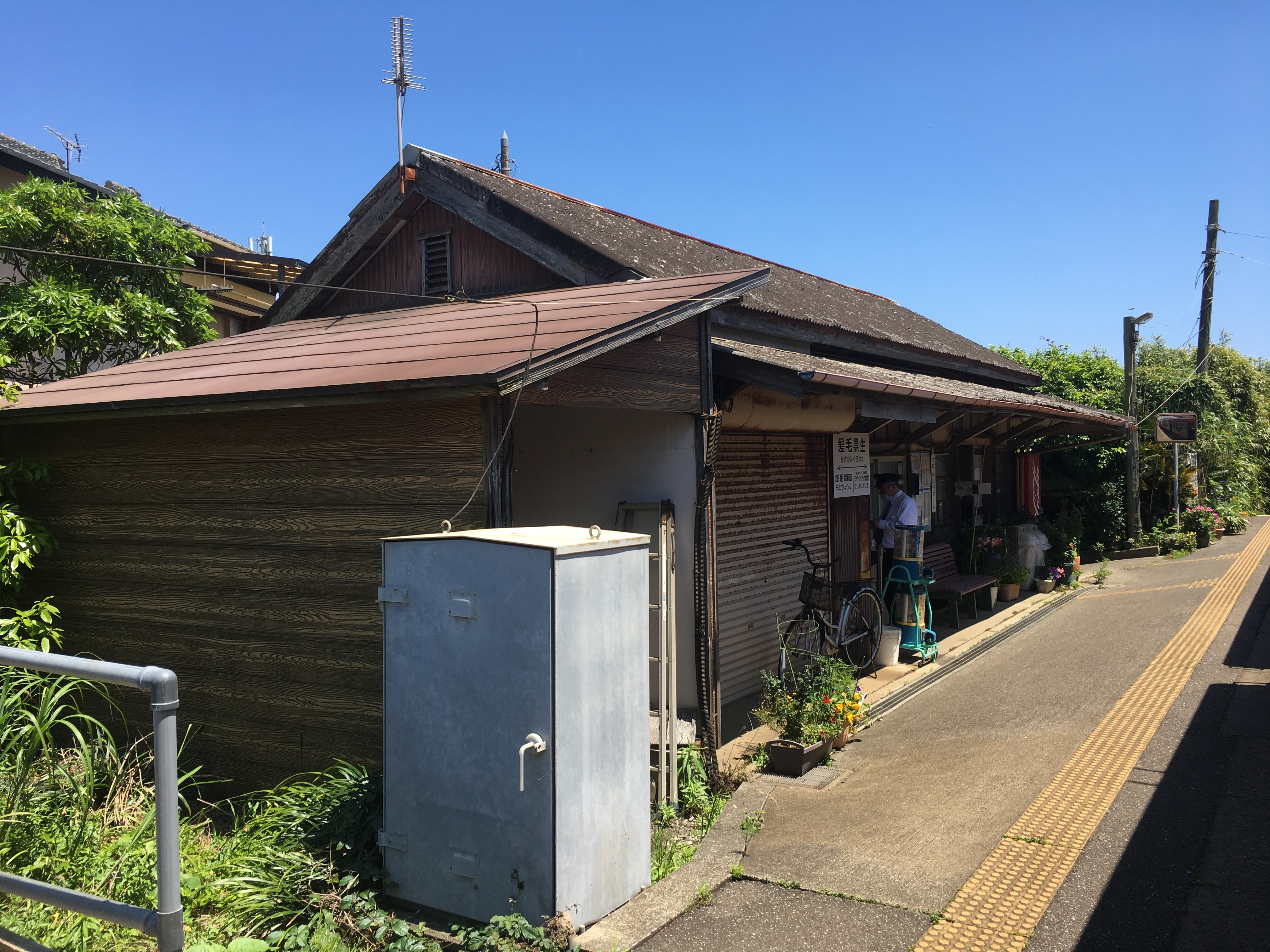
月台(2021年3月)

## 历史
- 1925年（大正14年）7月1日 本站开业。
- 1995年（平成7年）6月24日 本站与本銚子站间发生列車冲撞事故。
- 2007年（平成19年）8月4日 設置“取缔贫穷”雕像。
- 2014年（平成26年）1月11日 本站发生脱轨事故，所幸无人受伤。

## 車站構造
本站为侧式站台2面两线的車站。